# Sarah Englishová
Sarah Englishová (* 27. listopadu 1955) je bývalá zimbabwská pozemní hokejistka, členka týmu, který v roce 1980 na olympijských hrách v Moskvě vybojoval zlaté medaile.